# Pyapon
Pyapon är en stad i Myanmar. Den ligger i regionen Ayeyarwady, i den södra delen av landet, 400 km söder om huvudstaden Naypyidaw. Pyapon ligger 8 meter över havet och folkmängden uppgår till cirka 50 000 invånare.

## Geografi
Terrängen runt Pyapon är mycket platt. Runt Pyapon är det tätbefolkat, med 266 invånare per kvadratkilometer. Trakten runt Pyapon består till största delen av jordbruksmark.

## Klimat
Tropiskt monsunklimat råder i trakten. Årsmedeltemperaturen i trakten är 25 °C. Den varmaste månaden är april, då medeltemperaturen är 30 °C, och den kallaste är september, med 22 °C. Genomsnittlig årsnederbörd är 3 414 millimeter. Den regnigaste månaden är augusti, med i genomsnitt 892 mm nederbörd, och den torraste är mars, med 1 mm nederbörd.